# Pelleberget
Pelleberget är ett naturreservat i Bjurholms kommun som omfattar Pellebergets sydsluttning. Området består av gammal brandpräglad tallskog från en skogsbrand som daterats till 1849. Reservatet ligger strax norr om den lilla byn Stennäs och 35 kilometer västsydväst om Bjurholm.

## Etymologi
Pelleberget ligger i det område där skogrenskötsel bedrevs ända in på 1870-talet. ”Pelle” kommer från samiskans "biele", som betyder sida. I svensk översättning skulle berget ha fått namnet ”Sidberget”.
Mullberget som också ligger inom reservatet har tidigare hettat Löfkullberget. Det kommer från umesamiskans ”luövesasieh” som betyder ”löskullbergen”. Den beskrivningen stämmer överens med de kullar som finns i reservatets östra del.